# Ульдурга (Бурятія)
Ульдурга (рос. Ульдурга) — село Єравнинського району, Бурятії Росії. Входить до складу Сільського поселення Ульдургінське.
Населення — 1260 осіб (2015 рік).